# Novantinoe tumidicollis
Novantinoe tumidicollis là một loài bọ cánh cứng trong họ Cerambycidae.